# Longileptoneta huanglongensis
Espèce
Synonymes
- Leptoneta huanglongensis Chen, Zhang & Song, 1982

Longileptoneta huanglongensis est une espèce d'araignées aranéomorphes de la famille des Leptonetidae.

## Distribution
Cette espèce est endémique du Zhejiang en Chine. Elle se rencontre à Hangzhou dans la grotte Huanglong.

## Description
La femelle holotype mesure 1,8 mm et le mâle paratype 1,7 mm.

## Systématique et taxinomie
Cette espèce a été décrite sous le protonyme Leptoneta huanglongensis par Chen, Zhang et Song en 1982. Elle est placée dans le genre Longileptoneta par Wang, Li et Zhu en 2020.

## Étymologie
Son nom d'espèce, composé de huanglong et du suffixe latin -ensis, « qui vit dans, qui habite », lui a été donné en référence au lieu de sa découverte, la grotte Huanglong.

## Publication originale
- Chen, Zhang & Song, 1982 : « A new species of the genus Leptoneta (Araneae) from China. » Journal of Hangzhou University, Natural Science Edition, vol. 9, p. 204-206.